# Lhota-Vlasenice
Lhota-Vlasenice (en allemand : Lhota-Lasenitz) est une commune du district de Pelhřimov, dans la région de Vysočina, en République tchèque. Sa population s'élevait à 100 habitants en 2020.

## Géographie
Lhota-Vlasenice se trouve à 4 km à l'est-sud-est de Kamenice nad Lipou, à 16,5 km au sud-sud-ouest de Pelhřimov, à 35 km à l'ouest-sud-ouest de Jihlava à 102 km au sud-est de Prague.
La commune est limitée par Kamenice nad Lipou à l'ouest et au nord, par Častrov au nord-est et à l'est, par Žirovnice au sud et par Rodinov au sud-ouest.

## Histoire
La première mention écrite de la localité date de 1549.

## Administration
La commune se compose de deux quartiers :
- Lhota
- Vlasenice

## Transports
Par la route, Lhota-Vlasenice se trouve à 4,5 km de Kamenice nad Lipou, à 18 km de Pelhřimov, à 39 km de Jihlava à 131 km de Prague.